# دهستان گوران
دهستان گوران، یکی از دهستان‌های بخش مرکزی شهرستان هلیلان در استان ایلام ایران است. مرکز این دهستان، روستای شیراوند است.
نام پیشین این دهستان، هلیلان بوده و سپس به گوران تغییرنام پیدا کرد.

## جمعیت
بر پایه سرشماری عمومی نفوس و مسکن در سال ۱۳۹۵، جمعیت دهستان گوران برابر با ۲٬۹۹۸ نفر بوده‌است.